# Epirhynchites lopatini
Epirhynchites lopatini is een keversoort uit de familie Rhynchitidae. De wetenschappelijke naam van de soort is voor het eerst geldig gepubliceerd in 1968 door Ter-Minassian.